# Rauhnacht (Band)
Rauhnacht ist eine österreichische Musikgruppe, die der Cross-Over-Volksmusik zuzuordnen ist. Der Name leitet sich von den mystischen Raunächten um den Jahreswechsel ab.

## Geschichte

### Anfänge
Im Jahr 1990 experimentierte der Altausseer Franz Thalhammer erstmals mit einer musikalischen Mischung aus Drumcomputer und klassischen Volksmusikinstrumenten wie Hackbrett und Gitarre. Daraus entstanden innerhalb kurzer Zeit einige Lieder. Um diese auch vor Publikum präsentieren zu können, wurde Ende des Jahres eine Band zusammengestellt, die fortan unter dem Namen „Rauhnacht“ erste Konzerte spielte.
Im folgenden Jahr wurde ein erstes Demo aufgenommen, das 1992 bei Spray Records als EP unter dem Titel Ålpera erschien.

### Überregionale Bekanntheit
Nach zahlreichen Konzerten im Salzkammergut folgten erste überregionale Auftritte, unter anderem beim Wiener Donauinselfest. Die unkonventionelle Stilmischung der Band erregte bald das Interesse größerer Plattenfirmen und so wurde im Jahr 1996 das erste Album leibhaftig im Tonstudio des damaligen Falco-Produzenten Robert Ponger aufgenommen und bei Ariola veröffentlicht. Es folgten weitere Auftritte in Österreich und im benachbarten Bayern, etwa beim Tollwood-Festival in München. 1999 erschien das Album Da Teufl schloft nit ebenfalls bei BMG Ariola.

### Umbesetzung und Neuausrichtung
Anfang der 2000er Jahre wurde eine kreative Pause von zwei Jahren eingelegt. In dieser Zeit erfolgte eine musikalische Neuausrichtung. Es erfolgte eine Umbesetzung innerhalb der Band. Durch den verstärkten Einsatz von Percussion erweiterte sich das Musikspektrum Richtung Weltmusik. Das Album Geist erschien im Jahr 2003 bei BMG Ariola und blieb unter den Verkaufserwartungen. Daraufhin wurde abermals eine Pause eingelegt. Die Bandmitglieder verfolgten in dieser Zeit auch eigene Projekte.

### Neustart
2007 erfolgte ein Neustart der Band. Auf ein Quintett angewachsen, wurde die CD SEX im Eigenverlag veröffentlicht. Zwei Jahre später folgte das Live-Album Es dauert neama lång (Rough Trade), das von Kritikern und Publikum gleichermaßen gut aufgenommen wurde. Eine erfolgreiche Konzerttournee nach China (Peking und Shanghai) im Jahr 2012 sorgte für internationales Aufsehen. 2015 erschien das Album Intan Mond, von dem einige Lieder in den österreichischen Regionalradios wie Radio Oberösterreich oder Radio Wien häufig gespielt wurden. Kultstatus unter den Fans haben mittlerweile die jeweils am 3. und 4. Jänner (zur Zeit der Raunächte) gespielten Doppel-Konzerte in Gößl am Grundlsee.

## Stil
Die Musik der Gruppe Rauhnacht lässt sich als Popmusik mit starken Einflüssen von Blues, Rock, afrikanischen Rhythmen und der Volksmusik des Salzkammergutes bezeichnen. Die Texte sind großteils im Ausseer Dialekt verfasst.

## Diskografie
- 1992: Ålpera (EP, Spray Records)
- 1996: Leibhaftig (Album, BMG Ariola)
- 1999: Da Teufl schloft nit (Album, BMG Ariola)
- 2003: Geist (Album, BMG Ariola)
- 2007: Die wilde Jagd (Ringo Records)
- 2010: SEX (Album, Jagdhausmusic)
- 2012: Es dauert neama lång (Live-Album, Pate Records / Rough Trade)
- 2015: Intan Mond (Album, Hoanzl)